# Bebo Valdés

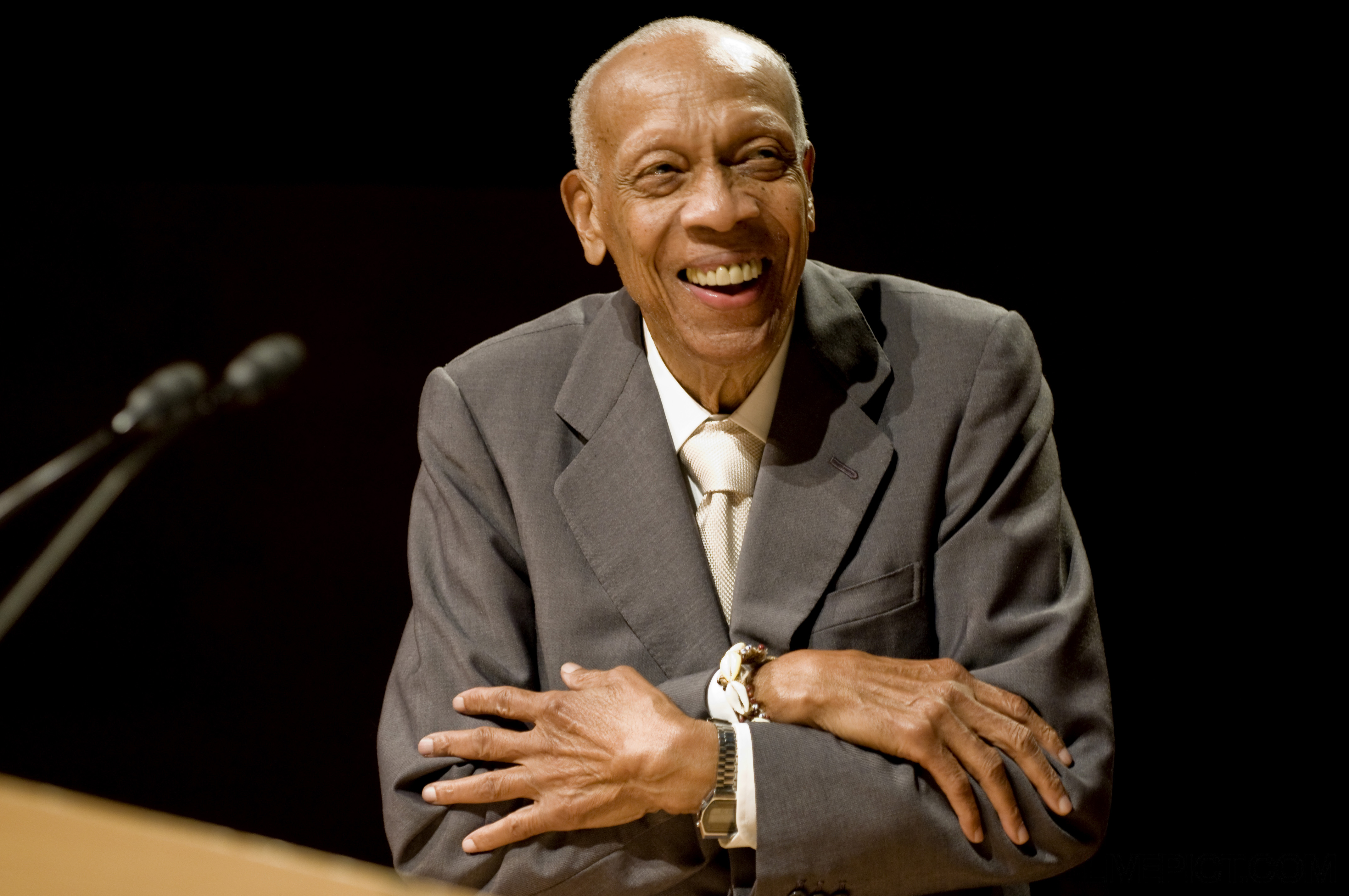
Bebo Valdés (2008)

Dionisio Ramón Emilio „Bebo“ Valdés Amaro (* 9. Oktober 1918 in Quivicán; † 22. März 2013 in Stockholm) war ein kubanischer Musiker im Bereich des Jazz und der kubanischen Musik.

## Leben und Wirken
Valdés begann erst als Zwölfjähriger mit dem Klavierspielen, als eine Freundin seiner Mutter ihm seinen ersten Unterricht gab. Er machte schnell Fortschritte und wechselte bald auf das Nationale Konservatorium in Havanna. Bereits im Alter von 20 Jahren trat er regelmäßig als Pianist und Arrangeur mit einem Jazz-Orchester auf, das täglich zwei Konzertauftritte in Tanzbars und einen weiteren im Radio hatte. Sein Durchbruch kam 1945, als er sich der Band des Trompeters Julio Cueva anschloss, mit dem er eine innovative Stilmischung aus kubanischem Guaracha und US-amerikanischem Swing entwickelte. Ab 1948 war er musikalischer Direktor des Nachtclubs Tropicana in Havanna – dem wichtigsten Veranstaltungsort für moderne Musik des Landes, an dem auch US-amerikanische Künstler wie Woody Herman und Nat King Cole auftraten (er ist u. a. auf dem Album Cole Español (1958) zu hören). Als musikalischer Direktor war er Arrangeur und begleitender Pianist für die Star-Sängerin des Tropicana, Rita Montaner. Parallel schrieb er, in Mambo, Bolero und Latin Jazz in gleicher Weise versiert, Arrangements für Beny Moré und Pío Leyva. Er führte mit der Batá-Trommel ein rituelles Instrument der Santería in die Unterhaltungsmusik ein. Unter Valdés’ Leitung entstand 1952 mit Con Poco Coco die erste auf Kuba produzierte Schallplattenaufnahme einer afrokubanischen Descarga (Jamsession). 1959 gründete Valdés sein eigenes Orchester Sabor de Cuba, dem auch sein Sohn Chucho angehörte.
Aufgrund der nach der Kubanischen Revolution von 1959 unter Fidel Castro zunehmend eingeschränkten individuellen Freiheiten und nachdem er sich dem Druck der neuen Machthaber widersetzt hatte, seinen Freund und Musikerkollegen Humberto Suárez zu denunzieren, emigrierte er im Oktober 1960 nach Mexiko und anschließend in die USA, während seine Familie in Kuba blieb. Bei einer Konzerttournee mit den Lecuona Cuban Boys in Europa verliebte er sich 1963 in die Schwedin Rose Marie Pehrson, die seine zweite Ehefrau wurde und an deren Seite er sich in Stockholm niederließ. Dort arbeitete er als wenig beachteter Pianist in Restaurants, Hotels und auf Ausflugsschiffen.
Der exilkubanische Jazzmusiker Paquito D’Rivera verhalf ihm Ende 1994 zu einem späten Neustart seiner internationalen Karriere, als er ihn aus der Vergessenheit holte und den Frankfurter Musikverleger Götz Wörner davon überzeugte, bei seinem Label Messidor mit Valdés das Album Bebo Rides Again aufzunehmen – Valdés’ erstes Album nach 34 Jahren. Für die Aufnahmen hatte D’Rivera geplant, auch Bebos Sohn Chucho einzubeziehen, der bereits mehrere Alben bei Messidor produziert hatte. Chucho sagte seine bereits zugesagte Teilnahme jedoch kurz vor seinem geplanten Abflug aus Havanna ab. Durch die Mitwirkung des Gitarristen Carlos Emilio Morales und des Schlagzeugers Amadito Valdés (keine Verwandtschaft) gelang mit dem Album dennoch die erste gemeinsam mit exilkubanischen und auf Kuba lebenden Musikern durchgeführte Musikproduktion seit der kubanischen Revolution. Die ersten gemeinsamen Aufnahmen von Bebo und Chucho Valdés kamen schließlich 1996 in Berkeley (USA) für D’Riveras Album Cuba Jazz: 90 Miles to Cuba zustande. Durch den 2000 produzierten Dokumentarfilm Calle 54 des spanischen Oscar-Preisträgers Fernando Trueba über den Latin Jazz, in dem Bebo Valdés neben weiteren Größen des Genres auftrat, wurde er einem noch größeren Publikum bekannt. Zwischen 2002 und 2009 gewann er für seine Alben El arte del sabor, Lágrimas negras, Bebo de Cuba und Juntos para siempre insgesamt drei Grammy Awards und sechs Latin Grammy Awards. Das mit dem spanischen Flamenco-Sänger Diego el Cigala aufgenommene Album Lágrimas negras wurde 2003 von der New York Times mit der Auszeichnung „Bestes Album des Jahres“ versehen.
Mit seiner ersten Ehefrau, der Sängerin Pilar Rodríguez, hatte er die Söhne „Chucho“ (Jesús), Raúl und Ramón sowie die Töchter Miriam und Mayra. Sowohl sein Sohn Chucho als auch sein Enkel Chuchito sind ebenfalls international erfolgreiche Jazz-Pianisten. Seinen Sohn sah er 1978 zum ersten Mal seit 1960 wieder, als dieser in New York ein Konzert gab. 2008 veröffentlichten Bebo und Chucho Valdés das gemeinsam aufgenommene Album Juntos para siempre („Für immer gemeinsam“), und gingen anschließend auf gemeinsame Konzerttournee. Aus seiner zweiten Ehe stammen die Söhne Raymond und Rickard. Seit 2007 lebte Valdés im spanischen Benalmádena bei Málaga (Andalusien), wo sein weiterhin auf Kuba lebender Sohn Chucho in den letzten Jahren viel Zeit mit ihm verbrachte. Seit seiner Auswanderung 1960 kehrte Bebo Valdés kein einziges Mal nach Kuba zurück. Nach eigener Aussage wollte er dies erst nach Ende der Castro-Herrschaft tun, da er „Diktaturen nicht ausstehen“ könne. Trotz seiner klaren politischen Ablehnung würdigten ihn erst nach seinem Tod auch die von der Kommunistischen Partei kontrollierten Medien auf der Insel als großen kubanischen Künstler. Chucho Valdés hatte bereits nach dem 2009 für das gemeinsame Album Juntos para siempre gewonnenen Latin Grammy gegenüber der internationalen Presse seinen Ärger darüber geäußert, dass zwar er selbst, nicht aber sein Vater von den kubanischen Medien erwähnt wurde. Das „Festival Internacional Jazz Plaza 2013“ wurde dann schließlich mit dem Einverständnis der Kulturbehörden ausdrücklich Vater und Sohn gewidmet.
Im März 2013 starb Bebo Valdés, seit einiger Zeit an der Alzheimer-Krankheit leidend, 94-jährig in Stockholm. Dorthin hatten ihn gut zwei Wochen vor seinem Tod seine Kinder aus zweiter Ehe gebracht, nachdem sich sein Gesundheitszustand verschlechtert hatte.

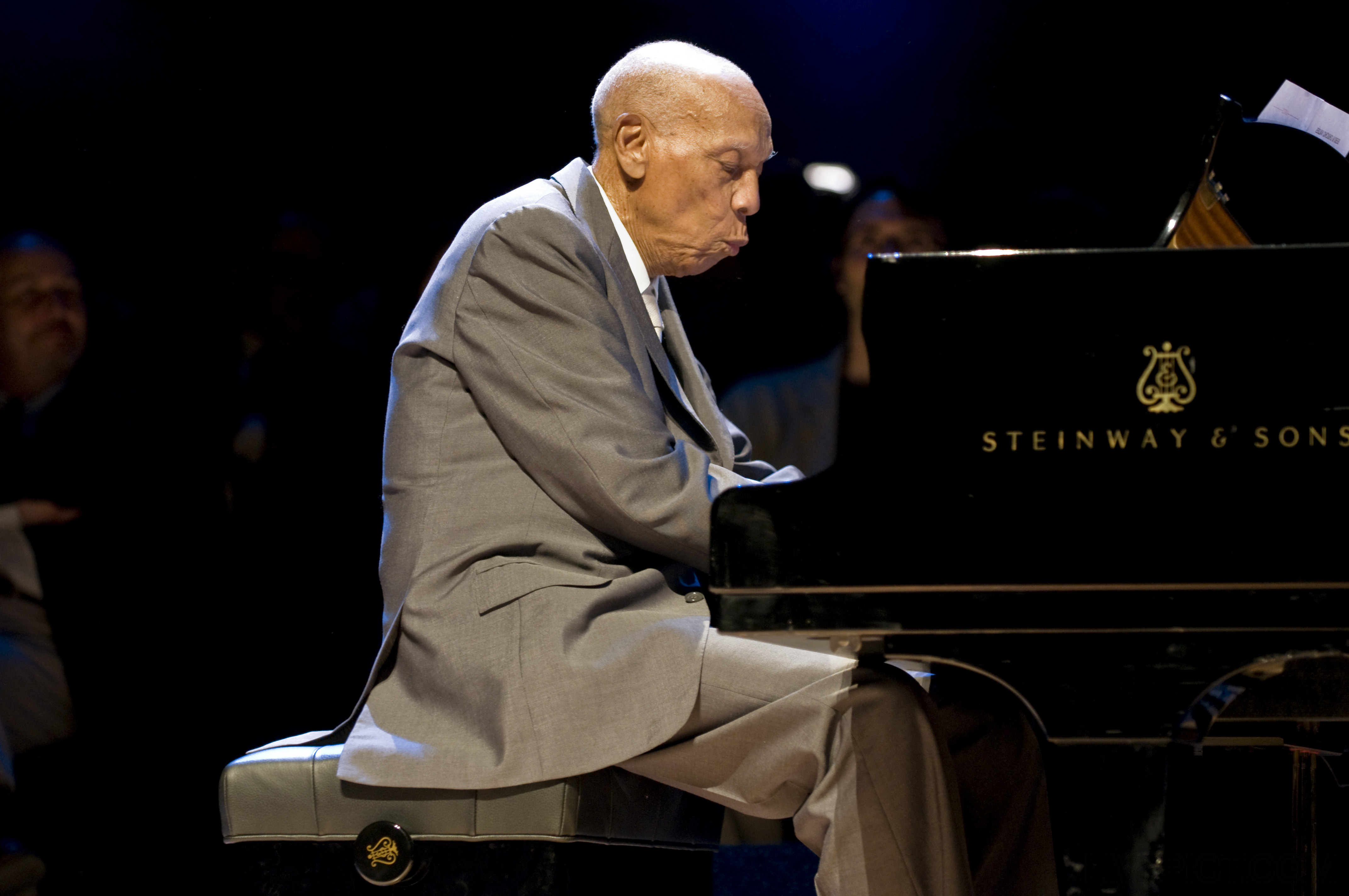
Bebo Valdés (2008)

## Diskographie (Auswahl)
- Chico & Rita (Soundtrack, 2011)
- Juntos para siempre (mit Chucho Valdés, 2008)
- Live at the Village Vanguard (mit Javier Colina, 2007)
- Sabor de Cuba (Archivproduktion 2007)
- Bebo and Cachao (mit Israel „Cachao“ López, 2007)
- Bebo de Cuba (2005)
- Lágrimas negras (mit Diego el Cigala, 2005)
- Descarga caliente (mit den Havana All Stars, Archivproduktion 2004)
- We Could Make such Beautiful Music Together (mit Federico Britos, 2004)
- El arte del sabor (2001)
- Mucho sabor (1995)
- Bebo Rides Again (1994)
- Todo ritmo (Archivproduktion 1992)
- Mambo Caliente, Mambo Riff (1955)
- Con poco coco (1952)

## Filme
- Fernando Trueba: Calle 54 (Musikfilm, 2000)
- Fernando Trueba: Blanco y negro: Bebo y Cigala en vivo (Konzertfilm, 2004)
- Fernando Trueba: El milagro de la Candeal (Dokumentation, 2006)
- Carlos Carcas: Old Man Bebo (Dokumentation, 2008)
- Ricardo Bacallao: Bebo (Dokumentarfilm, 2023)